# 펌프킨 이터
《펌프킨 이터》(The Pumpkin Eater)는 미국에서 제작된 잭 클레이튼 감독의 1964년 드라마 영화이다. 동명의 1962년 소설 The Pumpkin Eater를 각색한 작품이다. 앤 밴크로프트 등이 주연으로 출연하였고 제임스 울프 등이 제작에 참여하였다.
1964년 칸 영화제에서 앤 밴크로프트는 여우주연상을 수상했다.

## 출연

### 주연
- 앤 밴크로프트
- 피터 핀치

### 조연
- 제임스 메이슨
- 제닌 그레이
- 세드릭 하드윅
- 로잘린드 앳킨슨

## 기타
- 원작자: 페네로피 모티머
- 의상: 소피 드바인
- Ass-PD: 제임스 H. 웨어